# Kvindelisten (Island, 1983)
 Ikke at forveksle med Kvindelisten (Island, 1922).
Samtök um kvennalista, i daglig tale Kvennalistinn (dansk: Kvindelisten) var et islandsk feministparti, der deltog i Altingetsvalg fra 1983 til 1995. Partiet var repræsenteret med mellem 3 til 6 altingsrepræsentanter i de fire valg som det deltog i. De fleste fra partiet gik med over da partiet etablerede en alliance med tre andre partier i 1998, der i 2000 blev til det nye socialdemokratiske parti Samfylkingin (Alliancen). Et mindretal var i stedet med til at etabler det økosocialistiske parti Vinstrihreyfingin - Grænt framboð (Venstrebevægelsen – de grønne). Alliancens tidligere leder og tidligere udenrigsminister Ingibjörg Sólrún Gísladóttir begyndte sin karriere i Kvindelisten og repræsenterede partiet i sine første fem år som borgmester i Reykjavík.

## Valgresultater
| Valg               | Stemmer | %    | Pladser | +/- |
| ------------------ | ------- | ---- | ------- | --- |
| Altingsvalget 1983 | 7 125   | 5,5  | 3       |     |
| Altingsvalget 1987 | 15 470  | 10,1 | 6       | +3  |
| Altingsvalget 1991 | 13 069  | 8,3  | 5       | -1  |
| Altingsvalget 1995 | 8 031   | 4,9  | 3       | -2  |

## Medlemmer af Altinget
- Anna Ólafsdóttir Björnsson (1989–1995)
- Danfríður Skarphéðinsdóttir (1987–1991)
- Guðrún Agnarsdóttir (1983–1990)
- Jóna Valgerður Kristjánsdóttir (1991–1995)
- Kristín Ástgeirsdóttir (1991–1999)
- Kristín Einarsdóttir (1987–1995)
- Kristín Halldórsdóttir (1983–1989, 1995–1999)
- Málmfríður Sigurðardóttir (1987–1991)
- Þórhildur Þorleifsdóttir (1987–1991)
- Þórunn Sveinbjarnardóttir (suppleant i 1996)